# 板橋查某
板橋查某是一首台灣閩南語民謠。主要流行於台灣新北市板橋區與新莊區之間。據說此詞是新莊的男子消遣板橋的藝旦（藝妓）之作，林福裕老師譜曲。據說民代蔡深淵亦有更改版歌詞。歌詞僅兩段，並且不斷重複，是一首簡約音樂。

## 歌詞
火車火車吱吱叫， 六點十分（五點十分）到板橋，板橋查某美擱笑， 返來去賣某乎伊招，來乎伊招。
隨著歌手的喜好，歌詞中間往往會加入「伊都」、「喔都」等語助詞。

## 註解
1. ↑  .   [2017-01-11]. （原始内容存档于2019-06-11）.

## 外部聯結
- 原野三重唱-板橋查某 （页面存档备份，存于）